# Дель Карретто, Фердинандо
Фердинандо дель Карретто (итал. Ferdinando del Carretto; 1617 — 16 декабря 1651, Вена), титулярный маркграф Савоны, маркиз ди Грана, граф ди Миллезимо — придворный и дипломат Священной Римской империи.

## Биография
Сын Франческо Антонио дель Карретто, маркиза ди Грана, и Маргареты Марии Йозефы Фуггер фон Нордендорф.
18 января 1643 стал камергером императора Фердинанда III.
С 16 июня 1645 член придворного совета.
После заключения Вестфальского мира был направлен чрезвычайным послом в Речь Посполитую на избирательный сейм, собравшийся после смерти короля Владислава IV. Противники кайзера, опасавшиеся вмешательства посла в выборы, устроили беспорядки, пытались штурмовать посольство и хотели убить имперского представителя. Опасаясь за свою жизнь, посол был вынужден вернуться в Вену.
11 ноября 1651, через два дня после смерти его отца, имперского посла в Мадриде, король Филипп IV пожаловал Фердинандо в рыцари ордена Золотого руна, но инсигнии были доставлены в Вену уже после смерти маркиза.
Был холост.